# Jüdischer Friedhof (Bidache)

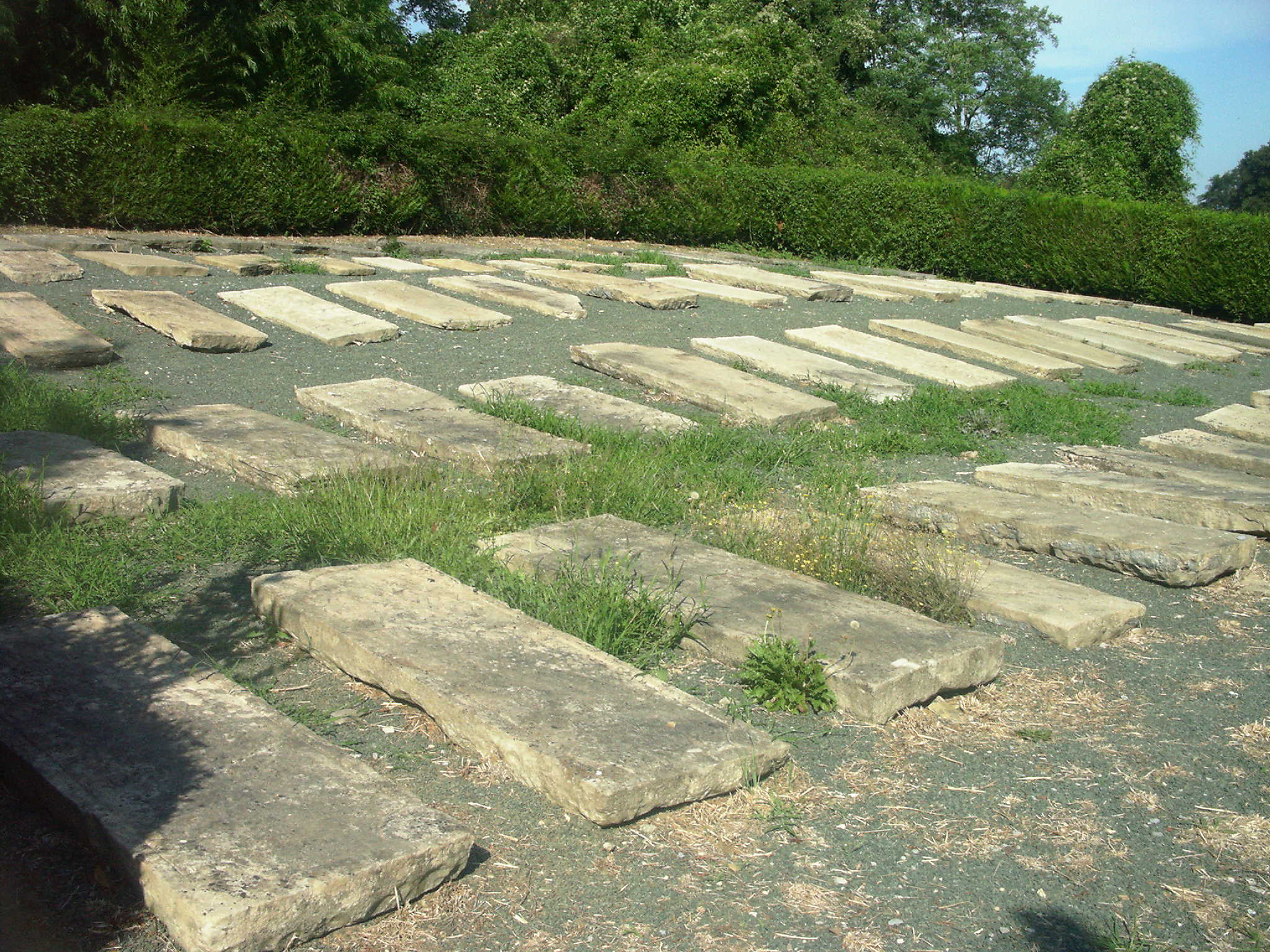
Jüdischer Friedhof in Bidache

Der Jüdische Friedhof in Bidache, einer französischen Gemeinde im Département Pyrénées-Atlantiques in der Region Nouvelle-Aquitaine, wurde in der zweiten Hälfte des 17. Jahrhunderts angelegt. Der Friedhof befindet sich an der Route départementale 653, er ist seit 1995 ein geschütztes Kulturdenkmal (Monument historique).

## Geschichte
Die Herren von Gramont erlaubten jüdischen Flüchtlingen aus Spanien und Portugal sich Ende des 16. Jahrhunderts in Bidache anzusiedeln. 1665 konnten sie ihren eigenen jüdischen Friedhof anlegen, der bis in die zweite Hälfte des 18. Jahrhunderts belegt wurde. Ende des 18. Jahrhunderts löste sich die jüdische Gemeinde auf Grund der Abwanderung in die benachbarten Städte auf.
Der Friedhof besitzt heute noch ungefähr 100 Grabsteine (Mazevot).